# Quân hàm quân đội Indonesia
Lực lượng Vũ trang Quốc gia Indonesia (TNI) sử dụng một hệ thống xếp hạng đơn giản hóa cho ba quân chủng Lục quân Indonesia, Hải quân Indonesia và Không quân Indonesia. Hầu hết các cấp bậc đều giống nhau, chỉ có sự khác biệt đối với chức danh cấp bậc sĩ quan cao cấp. Tuy nhiên, ngoại lệ tồn tại trong quân nhân Thủy quân lục chiến Indonesia. Trong khi Thủy quân lục chiến là binh chủng thuộc Hải quân, cấp bậc của Thủy quân lục chiến lại giống như của Lục quân, nhưng họ vẫn sử dụng cấp hiệu kiểu Hải quân (đối với hạ sĩ quan màu xanh lam thay thế màu đỏ).
Tất cả các binh chủng đều sử dụng cấp hiệu và cấp bậc giống nhau, với cấp bậc sĩ quan khác biệt duy nhất là sĩ quan cao cấp sử dụng các cấp bậc đặc biệt, trong khi các sĩ quan còn lại sử dụng cấp bậc tương đương nhau nhưng kèm theo quân/binh chủng tương ứng. Ví dụ, Đại tá Lục quân thuộc binh chủng Bộ binh sử dụng cấp bậc "Kolonel INF.", với "INF" viết tắt từ "Infanteri" (Bộ binh); Đại tá Hải quân thuộc Quân đoàn Hậu cần sử dụng cấp bậc "Kolonel Laut (S)", với "S" viết tắt từ "Suplai" (Hậu cần) và "Laut" (Hải quân). Tương tự, Đại tá Không quân thuộc Quân đoàn Kỹ thuật Điện tử sử dụng cấp bậc "Kolonel (Lek)", với "Lek" viết tắt từ "Elektronika" (Điện tử). Không có sự khác biệt với cấp bậc hạ sĩ quan Lục quân và Không quân, nhưng Hải quân vẫn sử dụng chữ viết tắt quân chủng quân nhân sau cấp bậc.
Sĩ quan cao cấp cấp hiệu sử dụng ngôi sao, sĩ quan trung cấp sử dụng nụ nhài và sĩ quan sơ cấp sử dụng thanh. Chuẩn úy sử dụng vạch lượn sóng, Thượng sĩ sử dụng vạch V vàng, Trung sĩ sử dụng vạch V đỏ (xanh dương cho Hải quân và Thủy quân lục chiến) và Hạ sĩ, binh sĩ sử dụng vạch ngang đỏ (xanh dương cho Hải quân và Thủy quân lục chiến).

## Lịch sử cấp bậc

### Cấp bậc trước 1957
Cấp bậc này được sử dụng khi bắt đầu thành lập Tentara Keamanan Rakyat (TKR, Lực lượng Vũ trang An ninh Nhân dân) cuối năm 1945, tiền thân của Lực lượng Vũ trang Quốc gia Indonesia sau này. Hệ thống cấp bậc đầu tiên này với cấp hiệu theo cấu trúc của Đế quốc Nhật Bản và được sử dụng tới năm 1957.
Lục quân, Hải quân và Không quân TKR sau này Lục quân, Hải quân và Không quân Indonesia sử dụng bảng hệ thống này. (Cấp bậc Lục quân được sử dụng cho Thủy quân Lục chiến mới được thành lập.) 

#### Sĩ quan
| Lực lượng                      | Cấp Soái        | Cấp Soái             | Cấp Tướng            | Cấp Tướng        | Cấp Tướng       | Cấp Tướng          | Cấp Tướng          | Cấp Tướng           | Cấp Tướng           | Cấp Tướng      | Cấp Tá         | Cấp Tá          | Cấp Tá          | Cấp Tá             | Cấp Tá             | Cấp Tá              | Cấp Úy              | Cấp Úy              | Cấp Úy              | Cấp Úy      | Cấp Úy   | Cấp Úy   | Cấp Úy | Cấp Úy | Học viên sĩ quan | Học viên sĩ quan | Học viên sĩ quan | Học viên sĩ quan | Học viên sĩ quan | Học viên sĩ quan | Học viên sĩ quan | Học viên sĩ quan | Học viên sĩ quan | Học viên sĩ quan | Học viên sĩ quan | Học viên sĩ quan |
| ------------------------------ | --------------- | -------------------- | -------------------- | ---------------- | --------------- | ------------------ | ------------------ | ------------------- | ------------------- | -------------- | -------------- | --------------- | --------------- | ------------------ | ------------------ | ------------------- | ------------------- | ------------------- | ------------------- | ----------- | -------- | -------- | ------ | ------ | ---------------- | ---------------- | ---------------- | ---------------- | ---------------- | ---------------- | ---------------- | ---------------- | ---------------- | ---------------- | ---------------- | ---------------- |
| Lục quân & Thủy quân lục chiến |                 |                      | Đại tướng            | Đại tướng        | Trung tướng     | Trung tướng        | Thiếu tướng        | Thiếu tướng         |                     |                | Đại tá         | Đại tá          | Trung tá        | Trung tá           | Thiếu tá           | Thiếu tá            | Đại úy              | Đại úy              | Trung úy            | Trung úy    | Thiếu úy | Thiếu úy |        |        |                  |                  |                  |                  |                  |                  |                  |                  |                  |                  |                  |                  |
| Lục quân & Thủy quân lục chiến | Djenderal       | Djenderal            | Letnan djenderal     | Letnan djenderal | Djenderal major | Djenderal major    | Kolonel            | Kolonel             | Letnan kolonel      | Letnan kolonel | Major          | Major           | Kapten          | Kapten             | Letnan I           | Letnan I            | Letnan II           | Letnan II           | Letnan muda         | Letnan muda |          |          |        |        |                  |                  |                  |                  |                  |                  |                  |                  |                  |                  |                  |                  |
| Hải quân                       |                 |                      |                      |                  |                 |                    |                    |                     |                     |                |                |                 |                 |                    |                    |                     |                     |                     |                     |             |          |          |        |        |                  |                  |                  |                  |                  |                  |                  |                  |                  |                  |                  |                  |
| Laksamana I                    | Laksamana I     | Laksamana II         | Laksamana II         | Laksamana III    | Laksamana III   | Kolonel laut       | Kolonel laut       | Letnan kolonel laut | Letnan kolonel laut | Major laut     | Major laut     | Kapten laut     | Kapten laut     | Letnan laut        | Letnan laut        | Letnan muda laut    | Letnan muda laut    | Adjudan             | Adjudan             |             |          |          |        |        |                  |                  |                  |                  |                  |                  |                  |                  |                  |                  |                  |                  |
| Không quân                     |                 |                      |                      |                  |                 |                    |                    |                     |                     |                |                |                 |                 |                    |                    |                     |                     |                     |                     |             |          |          |        |        |                  |                  |                  |                  |                  |                  |                  |                  |                  |                  |                  |                  |
| Laksamana udara                | Laksamana udara | Laksamana muda udara | Laksamana muda udara | Komodor udara    | Komodor udara   | Komodor muda udara | Komodor muda udara | Opsir udara I       | Opsir udara I       | Opsir udara II | Opsir udara II | Opsir udara III | Opsir udara III | Opsir muda udara I | Opsir muda udara I | Opsir muda udara II | Opsir muda udara II | Opsir muda udara II | Opsir muda udara II |             |          |          |        |        |                  |                  |                  |                  |                  |                  |                  |                  |                  |                  |                  |                  |
| Lực lượng                      | Cấp Soái        | Cấp Soái             | Cấp Tướng            | Cấp Tướng        | Cấp Tướng       | Cấp Tướng          | Cấp Tướng          | Cấp Tướng           | Cấp Tướng           | Cấp Tướng      | Cấp Tá         | Cấp Tá          | Cấp Tá          | Cấp Tá             | Cấp Tá             | Cấp Tá              | Cấp Úy              | Cấp Úy              | Cấp Úy              | Cấp Úy      | Cấp Úy   | Cấp Úy   | Cấp Úy | Cấp Úy | Học viên sĩ quan | Học viên sĩ quan | Học viên sĩ quan | Học viên sĩ quan | Học viên sĩ quan | Học viên sĩ quan | Học viên sĩ quan | Học viên sĩ quan | Học viên sĩ quan | Học viên sĩ quan | Học viên sĩ quan | Học viên sĩ quan |

#### Hạ sĩ quan và Binh sĩ
| Lực lượng                      | Chuẩn úy     | Chuẩn úy | Chuẩn úy | Chuẩn úy | Chuẩn úy | Chuẩn úy | Hạ sĩ quan | Hạ sĩ quan | Hạ sĩ quan | Hạ sĩ quan  | Hạ sĩ quan  | Hạ sĩ quan  | Hạ sĩ quan  | Hạ sĩ quan  | Hạ sĩ quan  | Hạ sĩ quan   | Hạ sĩ quan   | Hạ sĩ quan | Hạ sĩ quan | Hạ sĩ quan | Hạ sĩ quan | Hạ sĩ quan | Hạ sĩ quan | Hạ sĩ quan | Hạ sĩ quan | Hạ sĩ quan | Hạ sĩ quan | Hạ sĩ quan | Binh sĩ | Binh sĩ | Binh sĩ | Binh sĩ | Binh sĩ | Binh sĩ | Binh sĩ | Binh sĩ | Binh sĩ | Binh sĩ |
| ------------------------------ | ------------ | -------- | -------- | -------- | -------- | -------- | ---------- | ---------- | ---------- | ----------- | ----------- | ----------- | ----------- | ----------- | ----------- | ------------ | ------------ | ---------- | ---------- | ---------- | ---------- | ---------- | ---------- | ---------- | ---------- | ---------- | ---------- | ---------- | ------- | ------- | ------- | ------- | ------- | ------- | ------- | ------- | ------- | ------- |
| Lục quân & Thủy quân lục chiến |              |          |          |          |          |          |            |            |            |             |             |             |             |             |             |              |              |            |            |            |            |            |            |            |            |            |            |            |         |         |         |         |         |         |         |         |         |         |
| Sersan major                   | Sersan major | Sersan   | Sersan   | Sersan   | Sersan   | Sersan   | Sersan     | Kopral     | Kopral     | Pradjurit I | Pradjurit I | Pradjurit I | Pradjurit I | Pradjurit I | Pradjurit I | Pradjurit II | Pradjurit II |            |            |            |            |            |            |            |            |            |            |            |         |         |         |         |         |         |         |         |         |         |
| Hải quân                       |              |          |          |          |          |          |            |            |            |             |             |             |             |             |             |              |              |            |            |            |            |            |            |            |            |            |            |            |         |         |         |         |         |         |         |         |         |         |
| Sersan major                   | Sersan major | Sersan   | Sersan   | Sersan   | Sersan   | Sersan   | Sersan     | Kopral     | Kopral     | Kelasi I    | Kelasi I    | Kelasi I    | Kelasi I    | Kelasi I    | Kelasi I    | Kelasi II    | Kelasi II    |            |            |            |            |            |            |            |            |            |            |            |         |         |         |         |         |         |         |         |         |         |
| Không quân                     |              |          |          |          |          |          |            |            |            |             |             |             |             |             |             |              |              |            |            |            |            |            |            |            |            |            |            |            |         |         |         |         |         |         |         |         |         |         |
| Sersan major                   | Sersan major | Sersan   | Sersan   | Sersan   | Sersan   | Sersan   | Sersan     | Kopral     | Kopral     | Pradjurit I | Pradjurit I | Pradjurit I | Pradjurit I | Pradjurit I | Pradjurit I | Pradjurit II | Pradjurit II |            |            |            |            |            |            |            |            |            |            |            |         |         |         |         |         |         |         |         |         |         |
| Lực lượng                      | Chuẩn úy     | Chuẩn úy | Chuẩn úy | Chuẩn úy | Chuẩn úy | Chuẩn úy | Hạ sĩ quan | Hạ sĩ quan | Hạ sĩ quan | Hạ sĩ quan  | Hạ sĩ quan  | Hạ sĩ quan  | Hạ sĩ quan  | Hạ sĩ quan  | Hạ sĩ quan  | Hạ sĩ quan   | Hạ sĩ quan   | Hạ sĩ quan | Hạ sĩ quan | Hạ sĩ quan | Hạ sĩ quan | Hạ sĩ quan | Hạ sĩ quan | Hạ sĩ quan | Hạ sĩ quan | Hạ sĩ quan | Hạ sĩ quan | Hạ sĩ quan | Binh sĩ | Binh sĩ | Binh sĩ | Binh sĩ | Binh sĩ | Binh sĩ | Binh sĩ | Binh sĩ | Binh sĩ | Binh sĩ |

### Cấp bậc giai đoạn 1957-1973
Hệ thống cấp bậc đã được thay đổi bởi Quyết định Chính phủ ngày 22 tháng 6 năm 1957. Lục quân thêm cấp bậc Chuẩn tướng, Hải quân được thay thế bằng các cấp bậc mới (Đô đốc, Phó Đô đốc, Chuẩn Đô đốc và Phó Đề đốc thay thế cho Đô đốc bậc 1, Đô đốc bậc 2 và Đô đốc bậc 3) và Không quân thay thế tương tự Hải quân (với danh hiệu riêng biệt "Udara"). Các cấp bậc kiểu Lục quân vẫn giữ nguyên sử dụng trong Lục quân và Hải quân, đồng thời chính thức được sử dụng trong Không quân. Cấp bậc Hạ sĩ quân và binh sĩ khấc nhau trong mỗi quân binh chủng. Mặc dù Quyết định Chính phủ không đề cấp tới cấp bậc Biệt kích Hải quân nhưng hệ thông cấp bậc Lục quân đã bắt đầu được sử dụng trong Biệt kích Hải quân (Thủy quân Lục chiến ngày nay).
| Hạng cấp bậc                                | Lục quân Indonesia, Biệt kích hải quân             | Hải quân Indonesia                      | Không quân Indonesia                           |
| ------------------------------------------- | -------------------------------------------------- | --------------------------------------- | ---------------------------------------------- |
| Tướng, sĩ quan đô đốc, thống chế không quân | Jenderal (Đại tướng)                               | Laksamana (Đô đốc)                      | Laksamana Udara (Đô đốc Không quân)            |
| Tướng, sĩ quan đô đốc, thống chế không quân | Letnan Jenderal (Trung tướng)                      | Laksamana Madya (Phó Đô đốc)            | Laksamana Madya Udara (Phó Đô đốc Không quân)  |
| Tướng, sĩ quan đô đốc, thống chế không quân | Jenderal Mayor (Thiếu tướng)                       | Laksamana Muda (Chuẩn Đô đốc)           | Laksamana Muda Udara (Chuẩn Đô đốc Không quân) |
| Tướng, sĩ quan đô đốc, thống chế không quân | Brigadir Jenderal (Chuẩn tướng)                    | Komodor (Phó Đề đốc)                    | Komodor Udara (Phó Đề đốc Không quân)          |
| Tá                                          | Kolonel (Đại tá)                                   | Kolonel Laut (Đại tá Hải quân)          | Kolonel Udara (Đại tá Không quân)              |
| Tá                                          | Letnan Kolonel (Trung tá)                          | Letnan Kolonel Laut (Trung tá Hải quân) | Letnan Kolonel Udara (Trung tá Không quân)     |
| Tá                                          | Mayor (Thiếu tá)                                   | Mayor (Thiếu tá)                        | Mayor Udara (Thiếu tá Không quân)              |
| Úy                                          | Kapten (Đại úy)                                    | Kapten (Đại úy)                         | Kapten Udara (Đại úy Không quân)               |
| Úy                                          | Letnan I (Trung úy I)                              | Letnan (Trung úy)                       | Letnan Udara I (Trung úy Không quân I)         |
| Úy                                          | Letnan II (Trung úy II)                            | Letnan Muda (Thiếu úy)                  | Letnan Udara II (Trug úy Không quân II)        |
| Chuẩn úy và Hạ sĩ quan                      | Pembantu Letnan I (Chuẩn úy I)                     | Pembantu Letnan (Chuẩn úy)              | Letnan Muda Udara I (Chuẩn úy Không quân I)    |
| Chuẩn úy và Hạ sĩ quan                      | Pembantu Letnan Calon Perwira (Chuẩn úy Trung cấp) | Pembantu Letnan (Chuẩn úy)              | Letnan Muda Udara I (Chuẩn úy Không quân I)    |
| Chuẩn úy và Hạ sĩ quan                      | Pembantu Letnan II (Chuẩn úy II)                   | Ajudan (Sĩ quan Phụ tá)                 | Letnan Muda Udara II (Chuẩn úy Không quân II)  |
| Chuẩn úy và Hạ sĩ quan                      | Sersan Major (Thượng sĩ)                           | Sersan Major I (Thượng sĩ I)            | Sersan Major Udara (Thượng sĩ Không quân)      |
| Chuẩn úy và Hạ sĩ quan                      | Sersan Major (Thượng sĩ)                           | Sersan Mayor II (Thượng sĩ II)          | Sersan Major Udara (Thượng sĩ Không quân)      |
| Chuẩn úy và Hạ sĩ quan                      | Sersan Kepala (Trung sĩ nhất)                      | Sersan I (Trung sĩ I)                   | Sersan Udara I (Trung sĩ Không quân I)         |
| Chuẩn úy và Hạ sĩ quan                      | Sersan I (Trung sĩ I)                              | Sersan I (Trung sĩ I)                   | Sersan Udara I (Trung sĩ Không quân I)         |
| Chuẩn úy và Hạ sĩ quan                      | Sersan II (Trung sĩ II)                            | Sersan II (Trung sĩ II)                 | Sersan Udara II (Trung sĩ Không quân II)       |
| Cấp bậc binh sĩ                             | Kopral Kepala (Hạ sĩ nhất)                         | Kopral (Hạ sĩ)                          | Kopral Udara I (Hạ sĩ Không quân I)            |
| Cấp bậc binh sĩ                             | Kopral I (Hạ sĩ)                                   | Kopral (Hạ sĩ)                          | Kopral Udara I (Hạ sĩ Không quân I)            |
| Cấp bậc binh sĩ                             | Kopral II (Hạ sĩ II)                               | Kopral (Hạ sĩ)                          | Kopral Udara II (Hạ sĩ Không quân II)          |
| Cấp bậc binh sĩ                             | Prajurit Kader (Binh nhất)                         | Kelasi I (Binh nhất)                    | Prajurit Udara I (Binh nhất Không quân)        |
| Cấp bậc binh sĩ                             | Prajurit I (Binh nhì)                              | Kelasi I (Binh nhất)                    | Prajurit Udara I (Binh nhất Không quân)        |
| Cấp bậc binh sĩ                             | Prajurit II (Binh nhì)                             | Kelasi II (Binh nhì)                    | Prajurit Udara II (Binh nhì Không quân)        |
| Cấp bậc binh sĩ                             | Prajurit II (Binh nhì)                             | Kelasi III (Binh tam)                   | Prajurit Udara II (Binh nhì Không quân)        |

### Thay đổi giai đoạn 1973-1990
Quyết định Chính phủ số 24/ 1973, một lần nữa thay đổi cấp bậc, những thay đổi sau đây:
- Perwira Tinggi (PATI) (Sĩ quan tướng, Sĩ quân đô đốc, và Sĩ quan không quân)
  - Cấp bậc Đại Tướng, Trung tướng, Thiếu tướng, Chuẩn tướng được sử dụng trong Lục quân, Biệt kích Hải quân và Cảnh sát.
  - Cấp bậc Đô đốc, Phó Đô đốc, Chuẩn Đô đốc được sử dụng chính trong Hải quân và cấp bậc Phó Đề đốc (viết tắt 'Đô đốc nhất') được ban hành lại
  - Nguyên soái Tư lệnh Không quân, Nguyên soái Không quân, Phó Nguyên soái Không quân và Phó Đề đốc Không quân được sử dụng trong Không quân
- Perwira Menengah (PAMEN) (Sĩ quan cấp tá), được sử dụng tương tự cho tất cả các quân binh chủng thuộc lực lượng vũ trang.
- Perwira Pertama (PAMA) (Sĩ quân cấp ủy), được sử dụng tương tự cho tất cả các quân binh chủng thuộc lực lượng vũ trang.
- Bintara Tinggi (BATI) (Sĩ quan chuẩn úy), được sử dụng tương tự cho tất cả các quân binh chủng thuộc lực lượng vũ trang.
- Bintara (Hạ sĩ quan), được sử dụng tương tự cho tất cả các quân binh chủng thuộc lực lượng vũ trang.
- Tamtama (Hạ sĩ), được sử dụng hệ thống cấp bậc Hải quân và Không quân cho tất cả các quân binh chủng thuộc lực lượng vũ trang.
- Tamtama (Binh sĩ)
  - Binh sĩ sử dụng trong Lục quân, Biệt kích Hải quân và Không quân (tương đương phi công)
  - Thủy thủ sử dụng trong Hải quân
  - Đặc vụ sử dụng trong Cảnh sát (sau giới hạn ở Lữ đoàn Cơ động và Cảnh sát đường thủy, tất cả các binh chủng cảnh sát sử dụng bắt đầu từ cấp bậc Trung sĩ)

### Thay đổi giai đoạn 1990-1997
Trong giai đoạn này, chỉ có thay đổi nhỏ trong hệ thống cấp bậc tất cả quân binh chủng, loại bỏ bậc chuẩn ủy và ban hành bậc hạ sĩ quan mới (Hạ sĩ nhất và Tiểu sĩ bậc 1 và Binh sĩ nhất, Thủy thủ và phi công nhất). Những thay đổi đó dựa trên Quyết định Chính phủ số 6/1990.

### Thay đổi giai đoạn 1997-2010
Quyết định Chính phủ số 32/ 1997 về quy định cấp bậc Lực lượng vũ trang Indonesia được ban hành. Sự khác biệt chính số với giải đoạn trước là cấp bậc danh dự ngũ tinh trong tất cả các quân binh chủng được ban hành và bậc chuẩn úy được tái ban hành.
Năm 2000, Cảnh sát Quốc gia Indonesia tách ra khỏi Lực lượng vũ trang, hệ thông cấp bậc TNI không sử dụng tại đây.

### Từ 2010-nay
Cấp bậc danh dự ngũ tinh cho tất cả các quân binh chủng không còn được quy định trong các quyết định mới nhất.
Cấp bậc và cấp hiệu ngày nay sử dụng được quy định trong Quyết định năm 1990 và 1997, và sửa đổi năm 1973. Tất cả ba quân chủng đều có cấp bậc giống nhau ngoại trừ Perwira Tinggi (sĩ quân cấp tướng, sĩ quan đô đốc, và sĩ quan không quân) và Tamtama (Bậc hạ sĩ) trong Hải quân và Không quân.

## Cấp hiệu
Tất cả các quân binh chủng Lực lượng vũ trang sử dụng cấp hiệu giống nhau, sự khác biệt nhỏ về màu nền cấp hiệu. Tất cả các quân chủng có ít nhất ba bộ quân phục (quân phục thường dùng (Pakaian Dinas Harian / PDH), Quân phục Đại lễ (Pakaian Dinas Upacara / PDU), và Quân phục Dã chiến (Pakaian Dinas Lapangan / PDL)), có ba loại cấp hiệu khác nhau tuơng ứng với loại quân phục. Ngoài các loại quân phục ở trên, Hải quân có quân phục khi thực hiện nhiệm vụ bên ngoài, tên gọi chính thức là Hải quân đen, khi mặc quân phục này, các sĩ quan có cấp hiệu sọc vàng ở tay áo. Số lượng và chiều rộng các sọc cho mỗi cấp bậc tuơng tự Hải quân Hoa Kỳ.
Cấp hiệu cho cùng quân chủng cũng được phân biệt bằng đường viền đỏ (cho chỉ huy) và không viên đỏ (cho tham mưu) bao quanh cấp hiệu.

### Sĩ quan
Cấp hiệu sĩ quan Lục quân, Hải quân và Không quân tuơng đương.
| Lực lượng                                             | Cấp Soái          | Cấp Soái          | Cấp Tướng | Cấp Tướng       | Cấp Tướng       | Cấp Tướng       | Cấp Tướng      | Cấp Tướng         | Cấp Tướng         | Cấp Tướng         | Cấp Tá  | Cấp Tá         | Cấp Tá         | Cấp Tá         | Cấp Tá   | Cấp Tá   | Cấp Úy | Cấp Úy      | Cấp Úy      | Cấp Úy      | Cấp Úy      | Cấp Úy     | Cấp Úy     | Cấp Úy     | Học viên sĩ quan | Học viên sĩ quan | Học viên sĩ quan | Học viên sĩ quan | Học viên sĩ quan | Học viên sĩ quan | Học viên sĩ quan | Học viên sĩ quan | Học viên sĩ quan | Học viên sĩ quan | Học viên sĩ quan | Học viên sĩ quan |
| ----------------------------------------------------- | ----------------- | ----------------- | --------- | --------------- | --------------- | --------------- | -------------- | ----------------- | ----------------- | ----------------- | ------- | -------------- | -------------- | -------------- | -------- | -------- | ------ | ----------- | ----------- | ----------- | ----------- | ---------- | ---------- | ---------- | ---------------- | ---------------- | ---------------- | ---------------- | ---------------- | ---------------- | ---------------- | ---------------- | ---------------- | ---------------- | ---------------- | ---------------- |
| Lục quân Indonesia ·                                  | Nguyên soái       | Nguyên soái       | Đại tướng | Đại tướng       | Trung tướng     | Trung tướng     | Thiếu tướng    | Thiếu tướng       | Chuẩn tướng       | Chuẩn tướng       | Đại tá  | Đại tá         | Trung tá       | Trung tá       | Thiếu tá | Thiếu tá | Đại úy | Đại úy      | Trung úy    | Trung úy    | Trung úy    | Thiếu úy   | Thiếu úy   | Thiếu úy   |                  |                  |                  |                  |                  |                  |                  |                  |                  |                  |                  |                  |
| Lục quân Indonesia ·                                  | Jenderal besar    | Jenderal besar    | Jenderal  | Jenderal        | Letnan jenderal | Letnan jenderal | Mayor jenderal | Mayor jenderal    | Brigadir jenderal | Brigadir jenderal | Kolonel | Kolonel        | Letnan kolonel | Letnan kolonel | Mayor    | Mayor    | Kapten | Kapten      | Letnan satu | Letnan satu | Letnan satu | Letnan dua | Letnan dua | Letnan dua |                  |                  |                  |                  |                  |                  |                  |                  |                  |                  |                  |                  |
| Cấp hiệu Lục quân trong PDU                           |                   |                   |           |                 |                 |                 |                |                   |                   |                   |         |                |                |                |          |          |        |             |             |             |             |            |            |            |                  |                  |                  |                  |                  |                  |                  |                  |                  |                  |                  |                  |
| Cấp hiệu Lục quân trong PDL                           |                   |                   |           |                 |                 |                 |                |                   |                   |                   |         |                |                |                |          |          |        |             |             |             |             |            |            |            |                  |                  |                  |                  |                  |                  |                  |                  |                  |                  |                  |                  |
| Hải quân Indonesia ·                                  |                   |                   |           |                 |                 |                 |                |                   |                   |                   |         |                |                |                |          |          |        |             |             |             |             |            |            |            |                  |                  |                  |                  |                  |                  |                  |                  |                  |                  |                  |                  |
| Laksamana besar                                       | Laksamana besar   | Laksamana         | Laksamana | Laksamana madya | Laksamana madya | Laksamana muda  | Laksamana muda | Laksamana pertama | Laksamana pertama | Kolonel           | Kolonel | Letnan kolonel | Letnan kolonel | Mayor          | Mayor    | Kapten   | Kapten | Letnan satu | Letnan satu | Letnan satu | Letnan dua  | Letnan dua | Letnan dua |            |                  |                  |                  |                  |                  |                  |                  |                  |                  |                  |                  |                  |
| Cấp hiệu Hải quân trong PDU                           |                   |                   |           |                 |                 |                 |                |                   |                   |                   |         |                |                |                |          |          |        |             |             |             |             |            |            |            |                  |                  |                  |                  |                  |                  |                  |                  |                  |                  |                  |                  |
| Cấp hiệu Hải quân trong PDL                           |                   |                   |           |                 |                 |                 |                |                   |                   |                   |         |                |                |                |          |          |        |             |             |             |             |            |            |            |                  |                  |                  |                  |                  |                  |                  |                  |                  |                  |                  |                  |
| Cấp hiệu tay áo Hải quân trong quân phục Hải quân Đen | Không có cấp hiệu | Không có cấp hiệu |           |                 |                 |                 |                |                   |                   |                   |         |                |                |                |          |          |        |             |             |             |             |            |            |            |                  |                  |                  |                  |                  |                  |                  |                  |                  |                  |                  |                  |
| Không quân Indonesia ·                                |                   |                   |           |                 |                 |                 |                |                   |                   |                   |         |                |                |                |          |          |        |             |             |             |             |            |            |            |                  |                  |                  |                  |                  |                  |                  |                  |                  |                  |                  |                  |
| Marsekal besar                                        | Marsekal besar    | Marsekal          | Marsekal  | Marsekal madya  | Marsekal madya  | Marsekal muda   | Marsekal muda  | Marsekal pertama  | Marsekal pertama  | Kolonel           | Kolonel | Letnan kolonel | Letnan kolonel | Mayor          | Mayor    | Kapten   | Kapten | Letnan satu | Letnan satu | Letnan satu | Letnan dua  | Letnan dua | Letnan dua |            |                  |                  |                  |                  |                  |                  |                  |                  |                  |                  |                  |                  |
| Cấp hiệu Không quân trong PDU                         |                   |                   |           |                 |                 |                 |                |                   |                   |                   |         |                |                |                |          |          |        |             |             |             |             |            |            |            |                  |                  |                  |                  |                  |                  |                  |                  |                  |                  |                  |                  |
| Cấp hiệu Không quân trong PDL                         |                   |                   |           |                 |                 |                 |                |                   |                   |                   |         |                |                |                |          |          |        |             |             |             |             |            |            |            |                  |                  |                  |                  |                  |                  |                  |                  |                  |                  |                  |                  |
| Lực lượng                                             | Cấp Soái          | Cấp Soái          | Cấp Tướng | Cấp Tướng       | Cấp Tướng       | Cấp Tướng       | Cấp Tướng      | Cấp Tướng         | Cấp Tướng         | Cấp Tướng         | Cấp Tá  | Cấp Tá         | Cấp Tá         | Cấp Tá         | Cấp Tá   | Cấp Tá   | Cấp Úy | Cấp Úy      | Cấp Úy      | Cấp Úy      | Cấp Úy      | Cấp Úy     | Cấp Úy     | Cấp Úy     | Học viên sĩ quan | Học viên sĩ quan | Học viên sĩ quan | Học viên sĩ quan | Học viên sĩ quan | Học viên sĩ quan | Học viên sĩ quan | Học viên sĩ quan | Học viên sĩ quan | Học viên sĩ quan | Học viên sĩ quan | Học viên sĩ quan |

### Hạ sĩ quan
Cấp hiệu Hạ sĩ quan Lục quân, Hải quân và Không quân tương đuơng.
| Lục quân Indonesia ·          |                      |                      |                     |                     |                     |              |              |               |               |             |             |             |             |             |             |            |            |            |            |            |            |               |               |             |             |            |            |                 |                 |                 |               |               |               |              |              |         |         |         |
| Pembantu letnan satu          | Pembantu letnan satu | Pembantu letnan satu | Pembantu letnan dua | Pembantu letnan dua | Pembantu letnan dua | Sersan mayor | Sersan mayor | Sersan kepala | Sersan kepala | Sersan satu | Sersan satu | Sersan satu | Sersan satu | Sersan satu | Sersan satu | Sersan dua | Sersan dua | Sersan dua | Sersan dua | Sersan dua | Sersan dua | Kopral kepala | Kopral kepala | Kopral satu | Kopral satu | Kopral dua | Kopral dua | Prajurit kepala | Prajurit kepala | Prajurit kepala | Prajurit satu | Prajurit satu | Prajurit satu | Prajurit dua | Prajurit dua |         |         |         |
| Cấp hiệu Lục quân trong PDU   |                      |                      |                     |                     |                     |              |              |               |               |             |             |             |             |             |             |            |            |            |            |            |            |               |               |             |             |            |            |                 |                 |                 |               |               |               |              |              |         |         |         |
| Cấp hiệu Lục quân trong PDL   |                      |                      |                     |                     |                     |              |              |               |               |             |             |             |             |             |             |            |            |            |            |            |            |               |               |             |             |            |            |                 |                 |                 |               |               |               |              |              |         |         |         |
| Hải quân Indonesia ·          |                      |                      |                     |                     |                     |              |              |               |               |             |             |             |             |             |             |            |            |            |            |            |            |               |               |             |             |            |            |                 |                 |                 |               |               |               |              |              |         |         |         |
| Pembantu letnan satu          | Pembantu letnan satu | Pembantu letnan satu | Pembantu letnan dua | Pembantu letnan dua | Pembantu letnan dua | Sersan mayor | Sersan mayor | Sersan kepala | Sersan kepala | Sersan satu | Sersan satu | Sersan satu | Sersan satu | Sersan satu | Sersan satu | Sersan dua | Sersan dua | Sersan dua | Sersan dua | Sersan dua | Sersan dua | Kopral kepala | Kopral kepala | Kopral satu | Kopral satu | Kopral dua | Kopral dua | Kelasi kepala   | Kelasi kepala   | Kelasi kepala   | Kelasi satu   | Kelasi satu   | Kelasi satu   | Kelasi dua   | Kelasi dua   |         |         |         |
| Cấp hiệu Hải quân trong PDU   |                      |                      |                     |                     |                     |              |              |               |               |             |             |             |             |             |             |            |            |            |            |            |            |               |               |             |             |            |            |                 |                 |                 |               |               |               |              |              |         |         |         |
| Cấp hiệu Hải quân trong PDL   |                      |                      |                     |                     |                     |              |              |               |               |             |             |             |             |             |             |            |            |            |            |            |            |               |               |             |             |            |            |                 |                 |                 |               |               |               |              |              |         |         |         |
| Không quân Indonesia ·        |                      |                      |                     |                     |                     |              |              |               |               |             |             |             |             |             |             |            |            |            |            |            |            |               |               |             |             |            |            |                 |                 |                 |               |               |               |              |              |         |         |         |
| Pembantu letnan satu          | Pembantu letnan satu | Pembantu letnan satu | Pembantu letnan dua | Pembantu letnan dua | Pembantu letnan dua | Sersan mayor | Sersan mayor | Sersan kepala | Sersan kepala | Sersan satu | Sersan satu | Sersan satu | Sersan satu | Sersan satu | Sersan satu | Sersan dua | Sersan dua | Sersan dua | Sersan dua | Sersan dua | Sersan dua | Kopral kepala | Kopral kepala | Kopral satu | Kopral satu | Kopral dua | Kopral dua | Prajurit kepala | Prajurit kepala | Prajurit kepala | Prajurit satu | Prajurit satu | Prajurit satu | Prajurit dua | Prajurit dua |         |         |         |
| Cấp hiệu Không quân trong PDU |                      |                      |                     |                     |                     |              |              |               |               |             |             |             |             |             |             |            |            |            |            |            |            |               |               |             |             |            |            |                 |                 |                 |               |               |               |              |              |         |         |         |
| Cấp hiệu Không quân trong PDL |                      |                      |                     |                     |                     |              |              |               |               |             |             |             |             |             |             |            |            |            |            |            |            |               |               |             |             |            |            |                 |                 |                 |               |               |               |              |              |         |         |         |
| Lực lượng                     | Chuẩn úy             | Chuẩn úy             | Chuẩn úy            | Chuẩn úy            | Chuẩn úy            | Chuẩn úy     | Hạ sĩ quan   | Hạ sĩ quan    | Hạ sĩ quan    | Hạ sĩ quan  | Hạ sĩ quan  | Hạ sĩ quan  | Hạ sĩ quan  | Hạ sĩ quan  | Hạ sĩ quan  | Hạ sĩ quan | Hạ sĩ quan | Hạ sĩ quan | Hạ sĩ quan | Hạ sĩ quan | Hạ sĩ quan | Hạ sĩ quan    | Hạ sĩ quan    | Hạ sĩ quan  | Hạ sĩ quan  | Hạ sĩ quan | Hạ sĩ quan | Hạ sĩ quan      | Binh sĩ         | Binh sĩ         | Binh sĩ       | Binh sĩ       | Binh sĩ       | Binh sĩ      | Binh sĩ      | Binh sĩ | Binh sĩ | Binh sĩ |